# Daily Excelsior
Daily Excelsior är en engelskspråkig dagstidning som ges ut i Jammu, en stad i det indiska unionsterritoriet Jammu och Kashmir. Tidningen grundades av S. D. Rohmetra och har publicerats sedan den 1 januari 1965. Daily Excelsior är en av de mest spridda engelskspråkiga dagstidningarna i Jammu och Kashmir.

## Historia
Daily Excelsior grundades som en engelskspråkig veckotidning 1965 och övergick till dagstidning 1967.